# Санта-Комба-Дан
Санта-Комба-Дан (порт. Santa Comba Dão; ['sɐ̃tɐ 'kõbɐ dɐ̃ũ]) — город в Португалии, центр одноимённого муниципалитета в составе округа Визеу. Находится в составе крупной городской агломерации Большое Визеу. По старому административному делению входил в провинцию Бейра-Алта. Входит в экономико-статистический субрегион Дан-Лафойнш, который входит в Центральный регион. Численность населения — 3,2 тыс. жителей (город), 12,5 тыс. жителей (муниципалитет) на 2001 год. Занимает площадь 112,54 км².

## Расположение
Город расположен в 35 км на юго-запад от административного центра округа, города Визеу.
Муниципалитет граничит:
- на севере — муниципалитет Тондела
- на востоке — муниципалитет Каррегал-ду-Сал
- на юго-востоке — муниципалитет Табуа
- на юге — муниципалитет Пенакова
- на западе — муниципалитет Мортагуа

## История
Город основан в 1514 году.

## Уроженец
- Антониу де Салазар (1889—1970) — португальский государственный и политический деятель, председатель Совета министров.

## Транспорт
| Численность населения муниципалитета по годам | Численность населения муниципалитета по годам | Численность населения муниципалитета по годам | Численность населения муниципалитета по годам | Численность населения муниципалитета по годам | Численность населения муниципалитета по годам | Численность населения муниципалитета по годам | Численность населения муниципалитета по годам | Численность населения муниципалитета по годам |
| --------------------------------------------- | --------------------------------------------- | --------------------------------------------- | --------------------------------------------- | --------------------------------------------- | --------------------------------------------- | --------------------------------------------- | --------------------------------------------- | --------------------------------------------- |
| 1801                                          | 1849                                          | 1900                                          | 1930                                          | 1960                                          | 1981                                          | 1991                                          | 2001                                          | 2004                                          |
| 893                                           | 6089                                          | 12 237                                        | 14 088                                        | 13 723                                        | 14 099                                        | 12 209                                        | 12 473                                        | 12 393                                        |

## Состав муниципалитета

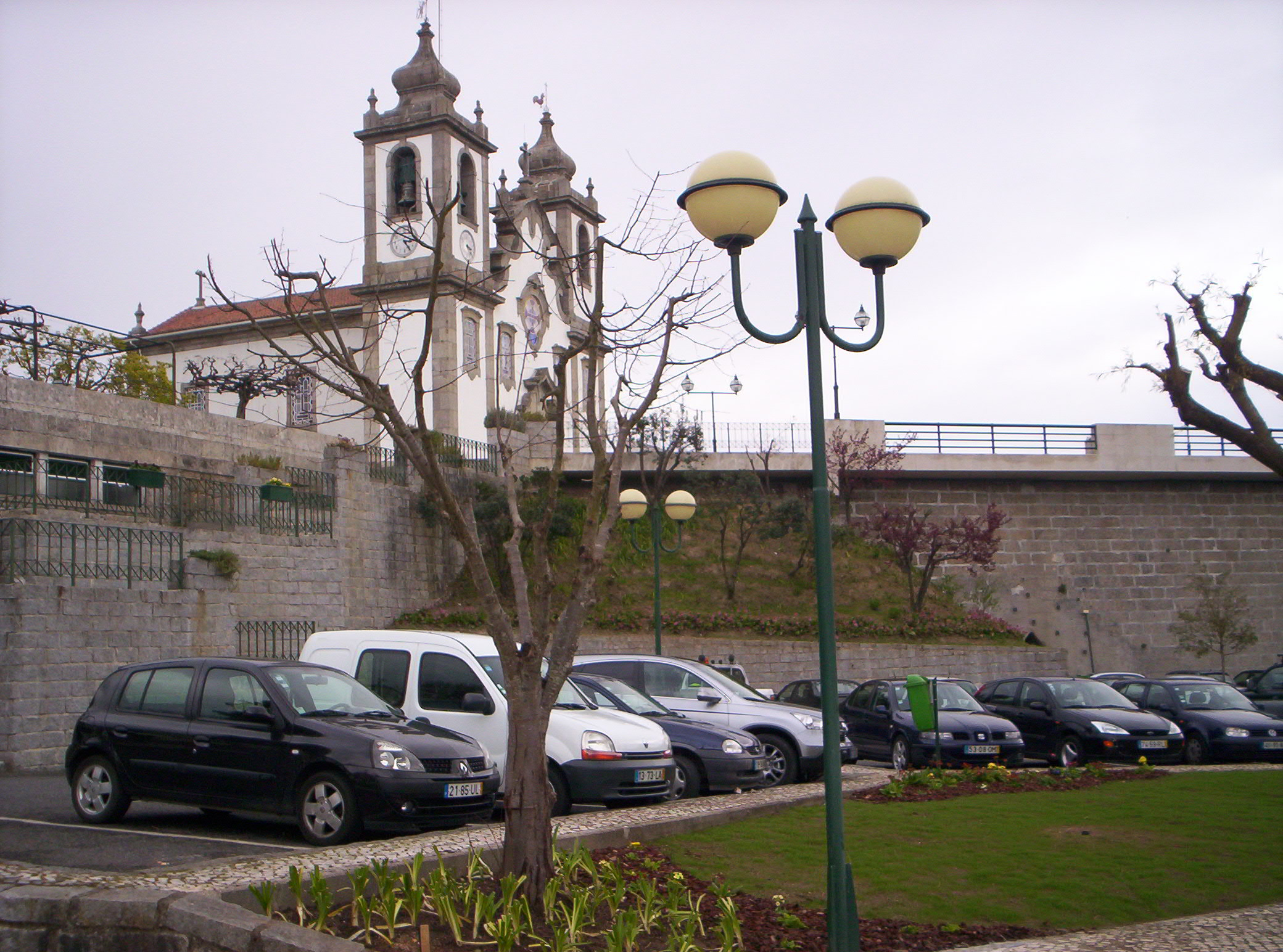
Собор

В муниципалитет входят следующие районы:
1. Коту-ду-Моштейру
2. Нагозела
3. Овоа
4. Пиньейру-де-Азере
5. Санта-Комба-Дан
6. Сан-Жоанинью
7. Сан-Жуан-де-Арейяш
8. Трейшеду
9. Вимиейру